# Jordan Road-Canyon Creek
Jordan Road-Canyon Creek és una concentració de població designada pel cens dels Estats Units a l'estat de Washington. Segons el cens del 2000 tenia 2.326 habitants.

## Demografia
Segons el cens del 2000, Jordan Road-Canyon Creek tenia 2.326 habitants, 809 habitatges, i 597 famílies. La densitat de població era de 156,5 habitants per km².
Dels 809 habitatges en un 45,4% hi vivien nens de menys de 18 anys, en un 59,8% hi vivien parelles casades, en un 8% dones solteres, i en un 26,2% no eren unitats familiars. En el 18,5% dels habitatges hi vivien persones soles el 3,7% de les quals corresponia a persones de 65 anys o més que vivien soles. El nombre mitjà de persones vivint en cada habitatge era de 2,88 i el nombre mitjà de persones que vivien en cada família era de 3,28.
Per edats la població es repartia de la següent manera: un 32,8% tenia menys de 18 anys, un 6,9% entre 18 i 24, un 37,5% entre 25 i 44, un 17,5% de 45 a 60 i un 5,2% 65 anys o més.
L'edat mediana era de 31 anys. Per cada 100 dones de 18 o més anys hi havia 110,4 homes.
La renda mediana per habitatge era de 51.370 $ i la renda mediana per família de 51.037 $. Els homes tenien una renda mediana de 38.614 $ mentre que les dones 26.781 $. La renda per capita de la població era de 18.613 $. Aproximadament el 5,8% de les famílies i el 8,7% de la població estaven per davall del llindar de pobresa.

## Poblacions més properes
El següent diagrama mostra les poblacions més properes.